# 棚橋昭夫
棚橋 昭夫（たなはし あきお、1929年(昭和4年)12月9日 - 2019年）は、元日本放送協会職員。演芸評論家。愛称は「タナヤン」。

## 人物
大阪府大阪市天満生。実家は天満市場鮮魚仲介業、大阪外国語大学卒業（おもに中国語を学ぶ）。1952年、NHK松山放送局入局。1956年にNHK大阪放送局に移り、ラジオ文芸課のスタッフとなり、「上方演芸会」、「お父さんはお人好し」などのお笑い番組の演出や「横堀川」、「流れ雲」などテレビドラマをプロデュースする。
1976年にNHK放送センター（東京都）に移り、引き続きドラマ、演劇などを手掛けた後1980年に大阪局に戻る。その後定年退職し、NHKサービスセンター大阪支局長を経て、フリーの演芸評論家となる。また宝塚造形芸術大学大学院教授(後に名誉教授)、奈良大学国文学科講師、大阪府立上方演芸資料館（ワッハ上方）専門参与などの要職を歴任。
娘は作曲家の徳山美奈子。
上方を中心とした演芸に精通。

## 著書
- 「大阪のおかあさん」（浪花千栄子の伝記）
- 「けったいな人々」（初出は朝日新聞大阪本社夕刊掲載。のちに加筆の後浪速社より正・続と2冊発行で、茂木草介をはじめとする番組制作の上で知り合った人々との思い出話を綴ったエッセイ）

## 出演
- 「関西発ラジオ深夜便」懐かしの上方演芸→上方演芸おもしろ草子（コーナーパーソナリティー）
- 「米朝よもやま噺」（ゲスト）